# Związek Młodzieży Socjalistycznej
Związek Młodzieży Socjalistycznej (ZMS) – organizacja młodzieżowa powstała 3 stycznia 1957 r. w Warszawie przez połączenie Rewolucyjnego Związku Młodzieży i Związku Młodzieży Robotniczej.

## Historia

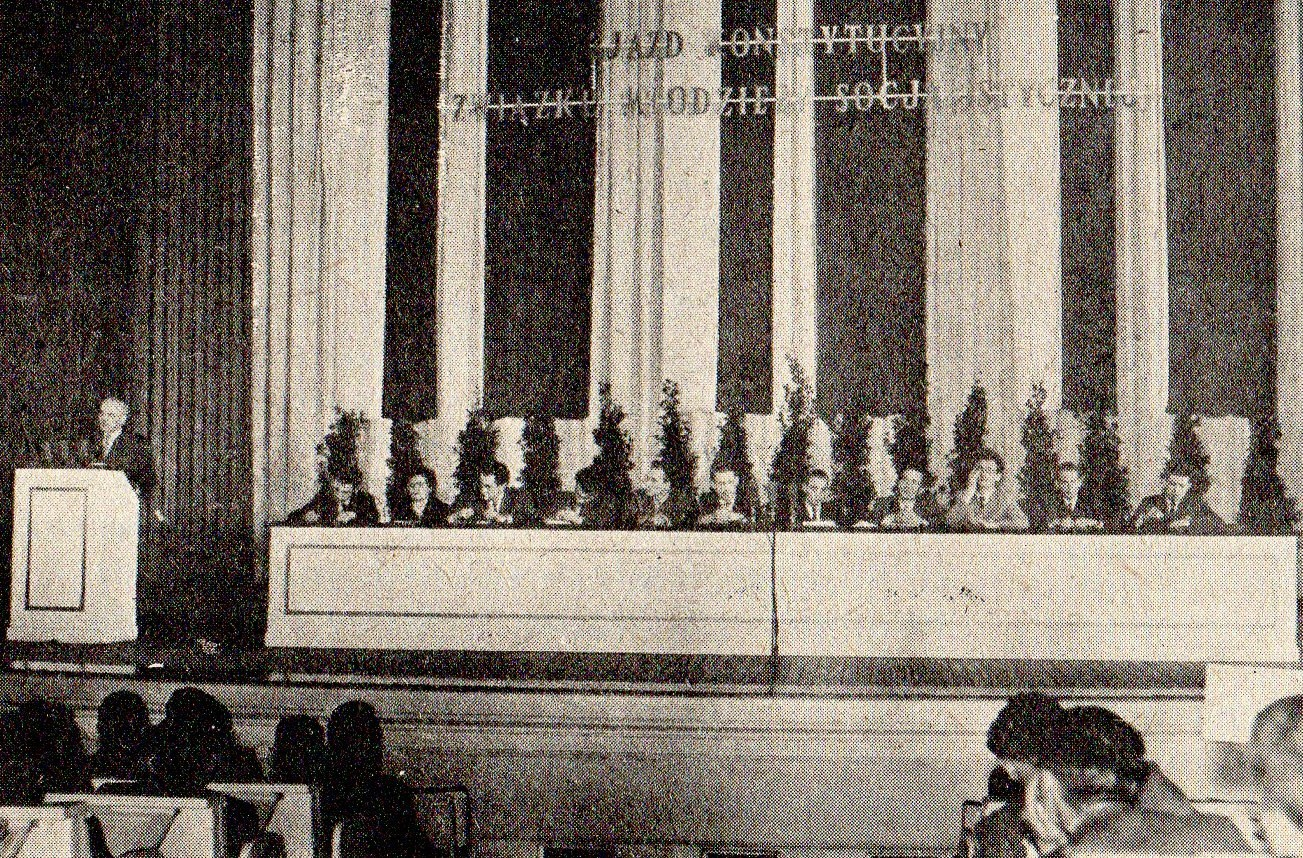
Zjazd Konstytucyjny ZMS w 1957

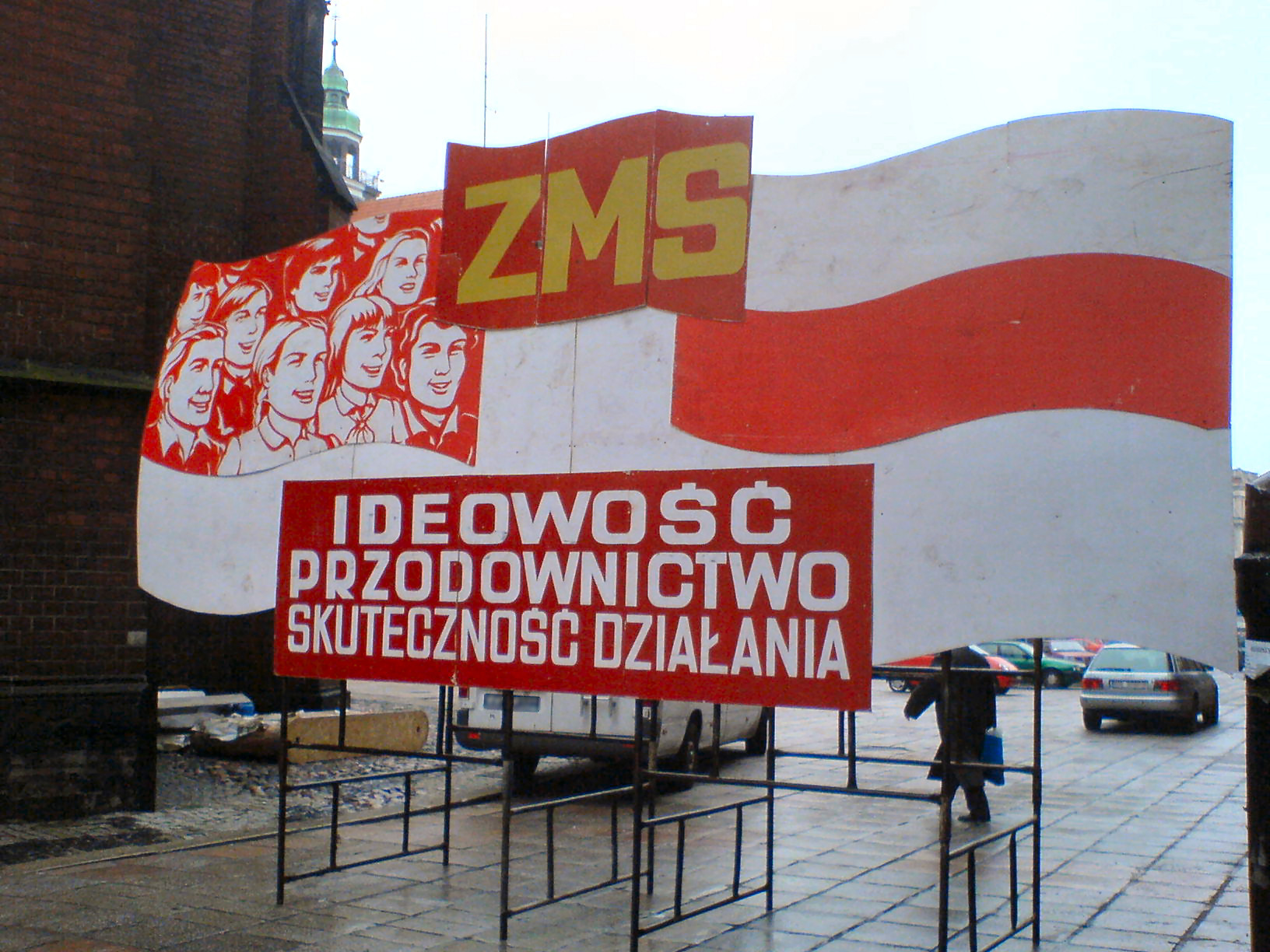
Tablica ZMS ustawiona w Legnicy na planie filmu Mała Moskwa

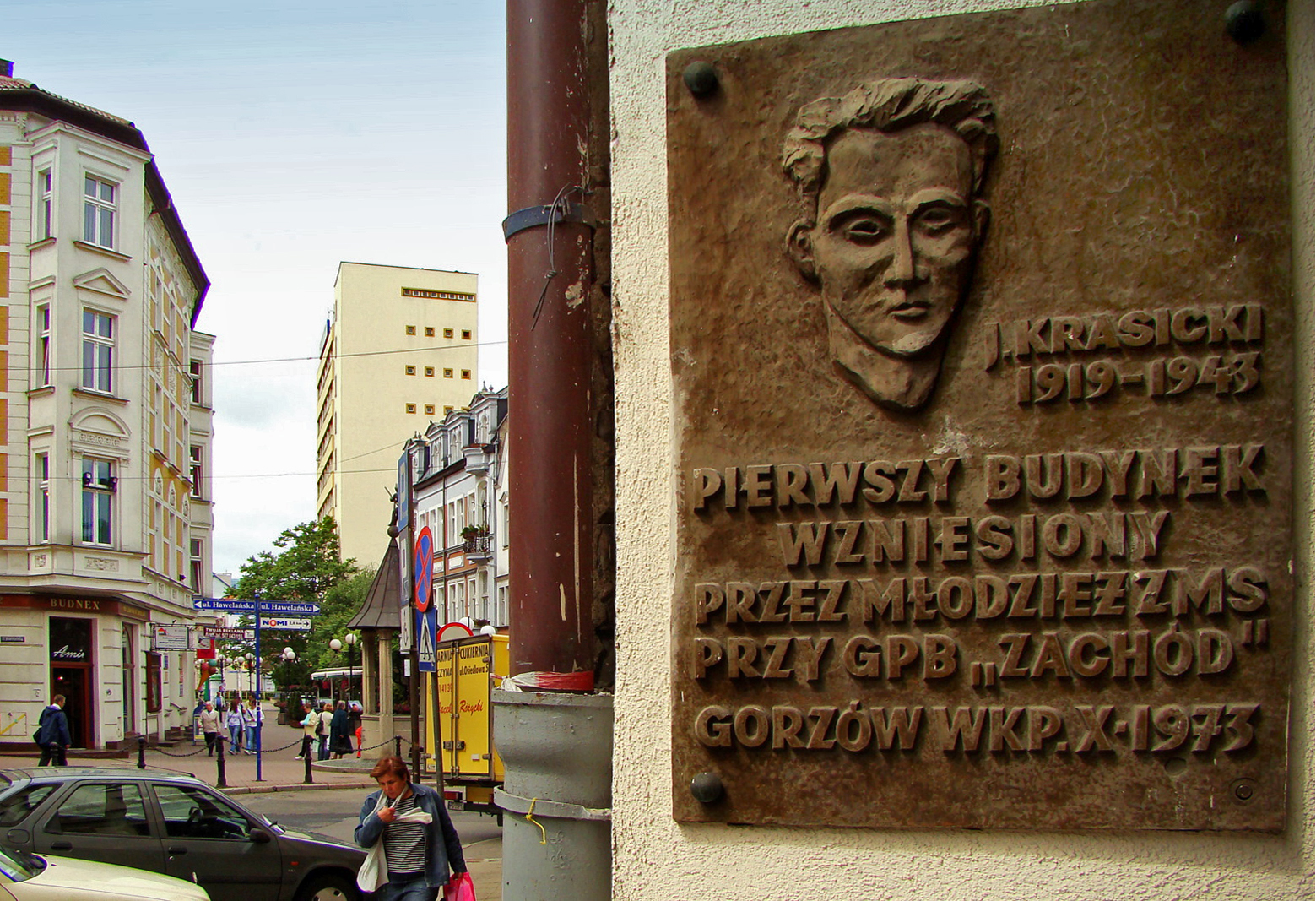
Patron ZMS na tablicy pamiątkowej

Od grudnia 1957 r. ZMS był ideowo, politycznie i organizacyjnie podporządkowany PZPR. Głównym celem działalności ZMS było przygotowywanie członków do wstępowania w szeregi PZPR. Podobnie jak uprzednio istniejąca stalinowska organizacja Związek Młodzieży Polskiej, ZMS dążył do liczebnego wzrostu organizacji, stosując masowe formy naboru nowych członków na granicy przymusu. W 1976 r. ZMS zainicjował utworzenie Związku Socjalistycznej Młodzieży Polskiej, którego powstanie zakończyło działalność ZMS.
Organizacja liczyła w 1957 r. 70 tys. członków, 1960 r. – 370 tys., 1964 r. – 800 tys., 1975 r. – 1,2 mln.

## Przewodniczący
Na podstawie źródła:
- Józef Lenart (3 stycznia 1957 – 21 marca 1957)
- Marian Renke (21 marca 1957 – 17 grudnia 1964)
- Stanisław Hasiak (19 grudnia 1964 – 24 lutego 1967)
- Andrzej Żabiński (24 lutego 1967 – 31 stycznia 1972)
- Bogdan Waligórski (31 stycznia 1972 – 26 maja 1975)
- Krzysztof Trębaczkiewicz (26 maja 1975 – 1976)